# Ali Mamane
Ali Mamane – togijski piłkarz grający na pozycji napastnika. W swojej karierze grał w reprezentacji Togo.

## Kariera klubowa
W swojej karierze piłkarskiej Mamane grał w klubie Aiglons Lomé.

## Kariera reprezentacyjna
W 1984 roku Mamane został powołany do reprezentacji Togo na Puchar Narodów Afryki 1984. Na tym turnieju zagrał w jednym meczu grupowym, z Egiptem (0:0).